# Maechang
maechang（マエチャン）は、日本の役者、BLACK★TIGHTS主宰。sword　works所属。

## 人物・来歴
[2007年]大阪芸術大学を卒業　
[2010年]活動開始(クラブや、ライブハウス等で、歌やダンス等のイベントを主に行う)
[2011年]BLACK★TIGHTS(ブラック★タイツ)を立ち上げ
[2012年]より大阪を拠点に自劇団で舞台公演を行う

## 舞台、イベント
[2006年]『[東京ガール]　僕の友人は100mを10秒で走った』(出演)
[2008年3月]『兎町十三番地　メリーゴーランド・フーガ』(出演)
[2008年7月]:『KOOL MAEDA'S　PRESENTS、カノン』(演出、出演)
[2008年9月]：『兎町十三番地　家族前奏曲』(出演)
[2009年4月]：『兎町十三番地　ホロビウタ』(出演)
[2009年11月]:『[村田堂本舗]こども小宇宙を抱く』(出演)
[2010年12月]：『ミミズ基地、詩集を救えば』(出演)
[2012年2月]：『BLACK★TIGHTS 半神』(演出、出演)　
[2012年5月]：『LINX'S-04-』アクトメンバーとして出演。
[2012年10月]：『LIN'X東京』MCを務める。
[2013年2月]：『ゲキバカ、ごんべい』(出演)
[2013年2月]: 『BLACK★TIGHTS PARTY NIGHT LIN'X MIX ～梅棒といっしょ♥️～』
[2013年4月]：『BLACK★TIGHTS、マスケラ』(演出、構成、出演、作詞)
[2013年8月]:『マスケラサマーパーティー』
[2013年11月]：『ムーンビームマシン、open the』オープニングアクトを務める。
[2013年11月]『Special　Fantasy★nightムーンビームマシンと一緒』
[2013年11月]:『テノヒラサイズ　不老不死セレブレイション』オープニングアクトを務める。
[2014年2月]:『BLACK★TIGHTS　桜✕心中』
初のオリジナル脚本を手掛ける。(脚本、演出、出演、作詞)
以降、オリジナル作品で舞台公演を行う。
[2014年3月]：『ゲキバカ　男の60分』オープニングアクトを務める。
[2014年6月]:『桜✕心中★the movie』
『ムーンビームマシン、月雪の娘』オープニングアクトを務める。
[2014年10月]:『BLACK★TIGHTS 桜✕心中-再炎-』(脚本、演出、出演、作詞)
春秋公演で、延べ2,500人を動員する。
[2015年5月]:『BLACK★TIGHTS ラグナログ(脚本、演出、出演)』
[2015年7月]:『アイビスプラネット　大上映会　ラグナログ』
[2015年9月]:『BLACK★TIGHTS　THE★LIVE』
[2015年9月]『桜✕心中-再炎-子育て支援、第２回６まるサロン合同企画　桔梗が丘６番町区自治会にて、上映会・ミニトークライブ』
[2015年10月]:『彗星マジック16景、カミナズム』(出演)
[2015年11月]:『最強の一人芝居フェス　Independent.15　仏の顔も10度目にもう一度』(出演)
[2015年12月]:『劇団ZTONエンタメストライク005、覇道ナクシテ泰平をミル(偽蝕劉曹編、真王孫権編)』(出演)
[2016年7月～9月]:『最強の一人芝居フェス　Independent　3rd season　selection　Japantour(仏の顔も10度目にもう一度)』(出演)
過去5年上演作品から厳選。大阪・東京・福岡・札幌・三重・沖縄・仙台7都市参加。』
[2016年8月]:『ポップンマッシュルームチキン野郎、うちの犬はサイコロを振るのをやめた』(ゲスト出演)
[2016年11月]:『BLACK★TIGHTS EDGE men soul vol.1　ファウストの檻』(脚本、演出)
[2017年1月]:『月刊彗星マジック　ヒーロー　2ndシーズン　「ヒーロー　～探偵篇～」「ヒーロー　～訣別篇～」』(出演)
[2017年3月]:『伊藤えん魔プロデュース　アニソンヴィランズ』(出演)
[2017年5月]:『NOLCA SOLCA ミロクとホクシン』(出演)
[2017年7月]:『BLACK★TIGHTS 狐姫』(脚本、演出、出演)
[2017年11月]:『伊藤えん魔プロデュース　イカロス戦記』(出演)
[2017年12月]:『N-Trance Fish 20th Exhibition　その翼、制御不能』(出演)
[2018年2月]:『伊藤えん魔プロデュース　アニソンアベンジャーズ』(出演)
[2018年4月]:『劇団ZTON 狂犬』(出演)
[2018年6月]:『伊東えん魔プロデュース　LIVE&TALK 625事変』(出演)
[2018年8月]:『劇団土竜　花刻』(ゲスト出演)
[2018年8月]:『元劇団四季・井上智恵プロデュースコンサート大阪 ソング＆ダンス・ショー』(特別友情出演)
[2018年10月～2019年7月]:『モンゴルズシアターカンパニー　project　[[一人芝居][ミュージカル]]短編集『ひとみゅー。』(出演)
[2018年11月]:『伊藤えん魔プロデュース　スタンドアローン』(出演)
[2018年12月]:『元劇団四季・井上智恵プロデュースコンサート熊本 ソング＆ダンス・ショー』でMC、シンガーを務める。
[2018年12月]:『N-Trance Fish 21th xhibtion　賢者たちは踊る』(出演)
[2019年4月]:『東京ガール　東京ガールキリン的実験企画vol.3 再利用』(出演)
[2019年7月]:『劇団ZTON 一寸先の影法師』(出演)
[2019年8月]:『蔡暁強代表　XPACE主催 QUIZオリジナルミュージカルショー』(脚本)
[2019年8月]『伊藤えん魔プロデュース　百物語』(出演)
[2019年11月]:『劇団ZTON ソラノ国ウミノ国』(出演)
[2019年11月]劇団ZTON×株式会社MTCプロデュース　謎クリエイト・ArticNet合同会社
『ソラノ国ウミノ国　謎解き企画』(出演)
[2019年11月～]『モンゴルズシアターカンパニー　『ひとみゅー。』2ndシーズン(出演)
[2019年12月]:『N-Trance Fish 22th Pressure point』(出演)
ボーナスステージでは、MCを務める。
[2019年12月]:『Choose MY LIFE(選択型演劇)』(出演)
『2010年～2014年ユニバーサルスタジオジャパンにて、ウォーターワールド、ワンピース　プレミアショーに出演、他・ショーやMCを務める』

## ワークショップ
[2016年2月]:『BLACK★TIGHTS ワークショップ』
[2018年7月]:『PUZZLE3ワークショップ』
[2019年7月]:『PUZZLE4ワークショップ』

## テレビ、映画
[2006年]:『ヒナの魂(サンテレビ・KBS京都・テレビ神奈川)』
[2007年]:『クローズZERO』
[2019年9月]:『NHK連続テレビ小説　スカーレット(タク坊役)』
名前表記・マエチャン　
[2019年12月18日放送]　『NHK歴史探偵　本能寺の変に挑む』
[2020年1月29日放送]　『NHK歴史秘話ヒストリア　信長を導いた戦国革命児斎藤道三非情の哲学織田信長役』
(名前表記・マエチャン)
[2020年5月27日] 『ＮＨＫ歴史秘話ヒストリア　富山の薬売り知恵とまごころの商売道 金盛五兵衛役』
(名前表記・マエチャン)
[2020年6月3日]『NHK歴史秘話ヒストリア　戦国最強のナンバー2 天下を動かした男 松永久秀」織田信長役』
(名前表記・マエチャン))』

## モデル
[2019年] 『[P&G][オリンピック]キャンペーン』

## マガジン
[2019年5月]　『[Yahoo!]ライフマガジン　「大阪デカ盛」グルメでくいだおれ特集』

## コミカライズ
[2016年11月]『桜✕心中』
(原作:maechang、作画:[城之内寧々])

## 外部サイト
- Maechang (@maechan_bt) - X（旧Twitter）
- BLACK★TIGHTS (@BLACKTIGHTS3) - X（旧Twitter）
- swordworks